# Luke Loucks
Luke Isaac Rhoad Loucks (Clearwater, 1º aprile 1990) è un ex cestista e allenatore di pallacanestro statunitense.